# Australaria fusiformis
Australaria fusiformis is een slakkensoort uit de familie van de Fasciolariidae. De wetenschappelijke naam van de soort is voor het eerst geldig gepubliceerd in 1840 door Kiener.